# Ferenc Oliver Brachfeld
Ferenc Olivér Brachfeld (Budapest, 18 de febrero de 1908 - Quito, 2 de septiembre de 1967) fue un escritor, psicólogo, traductor y editor húngaro, residente gran parte de su vida en Cataluña.

## Biografía
Atraído por motivos de estudio e investigación, en el año 1929 hace una estadía en Barcelona. Este interés por Barcelona no era nada nuevo, ya que años atrás había publicado buenas críticas en la revista Nyugat, sobre obras catalanas.
Vuelve a Barcelona en 1931 y vive allí hasta 1959 (con dos intervalos; de 1939 a 1942; y después de 1950 a 1957). A partir de su último año en Barcelona su carrera entra en un importante éxito y su actividad profesional se vuelve bastante prodigiosa. Así comienza a aparecer en tertulias, conferencias, da charlas universitarias, se vuelve columnista recurrente de diversos periódicos y empieza sus obras de traducción que tanto reconocimiento le darían. En sus mejores épocas como editor llegó a colaborar con editores de renombre como Josep Janés i Olivé en la editorial catalana Edicions Proa.
En tiempos de posguerra empieza a traducir obras del catalán, francés, español, húngaro, ruso y alemán. Entre los escritores que llegó a traducir Ferenc están Lajos Zilahy, Fiódor Dostoyevski y Sándor Márai.
Siguió trabajando como editor en otras editoriales hasta que finalmente trabajó bajo sus propios sellos(Oliver Brachfeld Editor y Victoria Editorial).
En 1950 se trasladó a Mérida (Venezuela), donde ejerció como profesor en la Universidad de Los Andes (Venezuela). En 1955 fue elegido por un par de años como Presidente de la Sociedad Internacional de Psicología. En 1959 abandona totalmente Cataluña al obtener una plaza de cátedra en la Universidad de Münster. 
Estando en Alemania, participó en los programas de intercambio cultural y académico con científicos de América Latina, donde trabajó en ciudades como Bogotá y Quito, siendo esta última ciudad donde muere repentinamente.
Trabajó en la Universidad Central del Ecuador sus últimos días.

## Obras
- Las cárceles del alma(¿¿??) Traducción.
- La justicia de Hungría (1933).
- Polémica contra Marañón (1933).
- Primavera mortal (1935) Traducción.
- El examen de la inteligencia en los niños (1936).
- La reina más olvidada de la historia (1947).
- Los complejos de inferioridad de la mujer (1949).
- Cómo interpretar los sueños (1949).
- Violante de Hungría. 2a edición. Horta, 1950 - 128 p.
- Síévers en Mérida (1951) Traducción.
- El "Instituto de Psicosíntesis y relaciones humanas" de la Universidad de los Andes (1952).
- Historia de Hungría (1957).
- Los sentimientos de inferioridad (1959).[7]
- Inferiority Feelings in the Individual and the Group. Routledge, 1999 - 301 p. ISBN 0415211239, ISBN 9780415211239 (en inglés).